# Thomas Haden Church
Thomas Haden Church, rojen kot Thomas Richard McMillen, ameriški filmski in televizijski igralec, * 17. junij 1960 Woodland, Kalifornija, ZDA.
Po tem, ko je v devetdesetih letih prejšnjega stoletja igral v humoristični seriji Wings in dve sezoni v glavni vlogi v seriji Ned in Stacey (1995–1997), je Church zaslovel s filmskimi vlogami kot je Lyle van de Groot v filmu George iz džungle (1997). Za vlogo v filmu Stranpota (2004) je bil nominiran za oskarja za najboljšega stranskega igralca. Po tistem je odigral zlobneža Sandmana v superjunaških filmih Spider-Man 3 (2007) in Spider-Man: Ni poti domov (2021), imel pa je tudi glavne vloge v filmih Za živo mejo (2006), Hudo pametna družina (2008), Lahka punca (2010), Kupili smo živalski vrt (2011), Max (2015) in Hellboy (2019). Režiral je film Rolling Kansas (2003). Leta 2023 je igral antagonista agenta Stonea v postapokaliptični akcijski komični seriji Zvita pločevina.